# Giovannino Guareschi
Giovannino Oliviero Giuseppe Guareschi (Roccabianca, Parma; 1 de mayo de 1908-Cervia, Rávena; 22 de julio de 1968) fue un periodista y escritor humorístico italiano.
Su creación más famosa es Don Camilo, el robusto párroco que habla con el Cristo del altar mayor de su iglesia. Su antagonista es el alcalde comunista de un pequeño pueblo de provincia, Brescello, el aguerrido Peppone (o, en algunas traducciones, Pepón), dividido entre el trabajo de su taller y los asuntos de la política.

## Biografía
Giovannino Oliviero Giuseppe Guareschi (este es su nombre completo, y Guareschi bromeaba con el hecho de que a un hombre tan corpulento como él lo hubiesen bautizado con el nombre de "Giovannino": Juanito) nació en una familia de clase media: su padre, Primo Augusto Guareschi, era comerciante; su madre, Lina Maghenzani, era la maestra de la escuela del pueblo. En 1926, la familia se arruina y Giovannino no puede terminar los estudios. 
Después de haber probado algunos trabajos absolutamente precarios, comenzó a escribir para un periódico local. En 1929 se convierte en redactor de la revista satírica Corriere Emiliano. Desde 1936 hasta 1943 y habiendo sido llamado por su director, Cesare Zavattini, Guareschi fue redactor jefe de una revista destinada a una discreta notoriedad: Bertoldo.

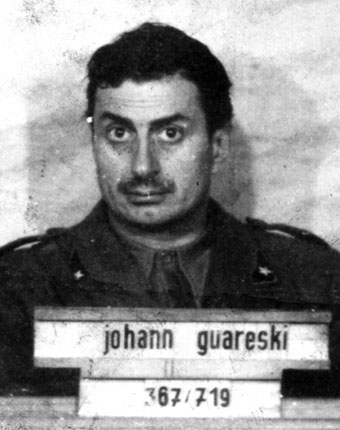
1943/45

Durante la Segunda Guerra Mundial, Guareschi -pluma afilada y pronta a atacar sin miedo ni reverencias los asuntos que más le parecía que eran merecedores de crítica- realiza una serie de críticas al gobierno de Benito Mussolini. En 1943 es enrolado en el ejército, lo que aparentemente le ayudó a evitarse problemas con las autoridades fascistas. Terminó como oficial de artillería. 
Cuando firmó Italia el Armisticio de Cassibile con el ejército Aliado, Guareschi se encontraba en el Frente Oriental, y fue arrestado y recluido en un campo de prisioneros alemán de Polonia, y después en Alemania otros dos años junto a otros soldados italianos: los IMI (Internados Militares Italianos). Todas sus experiencias las describió en su Diario clandestino.

### Cándido
Después de la guerra Guareschi regresó a Italia, donde fundó la revista satírica monárquica Cándido y luego de instaurada la república, comenzó a apoyar a la Democracia Cristiana, principalmente a causa de su profunda fe católica. 
En su revista, hizo fuertes críticas a los comunistas; famosísimas fueron sus viñetas tituladas "Obediencia ciega, rápida y absoluta", donde caricaturizaba a los militantes comunistas a los que definía como "trinarigudos" (la tercera nariz servía para que saliese por allí su cerebro y entrasen las directivas del partido en su lugar), quienes tomaban al pie de la letra las órdenes que les llegaban, aunque tuviesen errores de impresión. 

Contraordine compagni! La frase pubblicata sull'Unità: 'Bisogna fare opera di rieducazione deicompagni insetti', contiene un errore di stampa e pertanto va letta: 'Bisogna fare opera di rieducazione dei compagni inetti' ¡Contraorden camaradas!: La frase publicada en l'Unità: "Es necesario hacer una labor de re-educación sobre los compañeros insectos (insetti)", contiene un error de impresión y debería leerse: "Es necesario hacer una labor de re-educación sobre los compañeros ineptos (inetti)". .

En las elecciones de 1948 Guareschi toma parte activa contra el Partido Comunista Italiano que junto con los socialistas se habían aliado en el Frente Democrático Popular. Muchos eslóganes, como "En la cabina de voto Dios te ve, Stalin no", y el cartel con el esqueleto de un soldado detrás de una red con hoces y martillos, que dice "Madre, vota contra ellos por mí", surgieron de su ferviente inventiva. Aunque venció en las elecciones la Democracia Cristiana y sus aliados, Guareschi no relajó su pluma lo más mínimo: también criticó a los democristianos ya que consideraba que no seguían los principios en los que se habían inspirado.

### Don Camilo
Don Camilo es protagonista de una serie de libros de Guareschi. En vida publicó tres novelas del ciclo Un mundo pequeño —Don Camilo (1948), La vuelta de Don Camilo (1953) y El camarada Don Camilo (1963)—  y póstumamente, en 1969, salió una cuarta: Don Camilo y los jóvenes de hoy, además de dos libros de relatos que fueron incluidos en esta serie —Gente así (1980) y El lechuguino pálido (1981)—, seguidos de otros dos cuentarios con el subtítulo de Pequeño mundo burgués: El décimo clandestino (1982) y Los del terruño (1983). Después continuaron apareciendo novelas de Don Camilo.
El personaje fue llevado al cine en 1952 por Julien Duvivier con Fernandel en papel de Don Camilo y Gino Cervi como Peppone. Esta película tuvo cinco secuelas: El regreso de Don Camilo (1953), Don Camilo y el honorable Peppone (1955), 
Don Camilo, monseñor (1961), El camarada Don Camilo (1965) y Don Camilo y los jóvenes de hoy (1970).
Además, la programadora colombiana Coestrellas produjo, entre 1987 y 1989 la serie de televisión Don Camilo, que contó con 47 episodios.

## Problemas judiciales

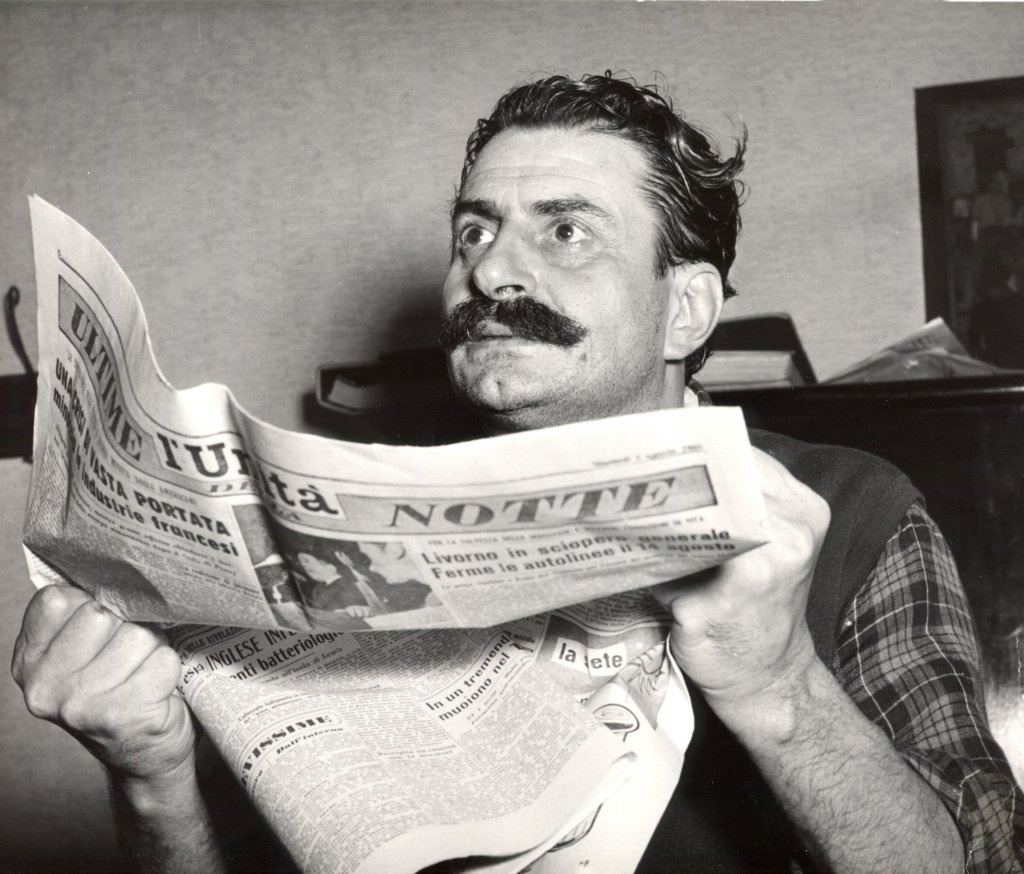
Foto hecha en 1953

Guareschi no podía definirse ciertamente como una persona conciliadora. En 1950 fue condenado a ocho meses de cárcel en libertad condicional en el proceso por difamación al entonces presidente itraliano Luigi Einaudi, al que acusó de intereses privados en la promoción de los vinos de su propiedad. 
En 1954 Guareschi es de nuevo acusado de difamación por haber publicado en Cándido dos cartas de Alcide De Gasperi (primer ministro en la postguerra) escritas en 1944, en las cuales este habría solicitado a los aliados anglo-americanos bombardear Roma para desmoralizar a los colaboradores de los alemanes.  
El juez no aceptó la moción de la defensa de Guareschi, que solicitaba que las cartas fuesen sometidas a análisis caligráfico para demostrar que eran verdaderamente de De Gasperi, como había demostrado una primera prueba antes de publicarlas. Guareschi fue condenado a doce meses de cárcel en primer grado. 
Habiéndosele negado el recurso de apelación contra lo que él consideraba una injusticia, fue recluido en la cárcel de Parma, donde permaneció 409 días, más otros seis meses de libertad vigilada que consiguió por buena conducta. Siempre por coherencia, se negó a aceptar o solicitar en todo momento el indulto. 
En 1956 su salud se deterioró y por este motivo comenzó a pasar largos períodos de tiempo en Suiza. Al año siguiente se retiró de la redacción de Cándido manteniendo todavía algunas contribuciones con la revista hasta 1961. Continuó colaborando con algunos periódicos con dibujos y cuentos. En 1968 murió de un ataque al corazón.

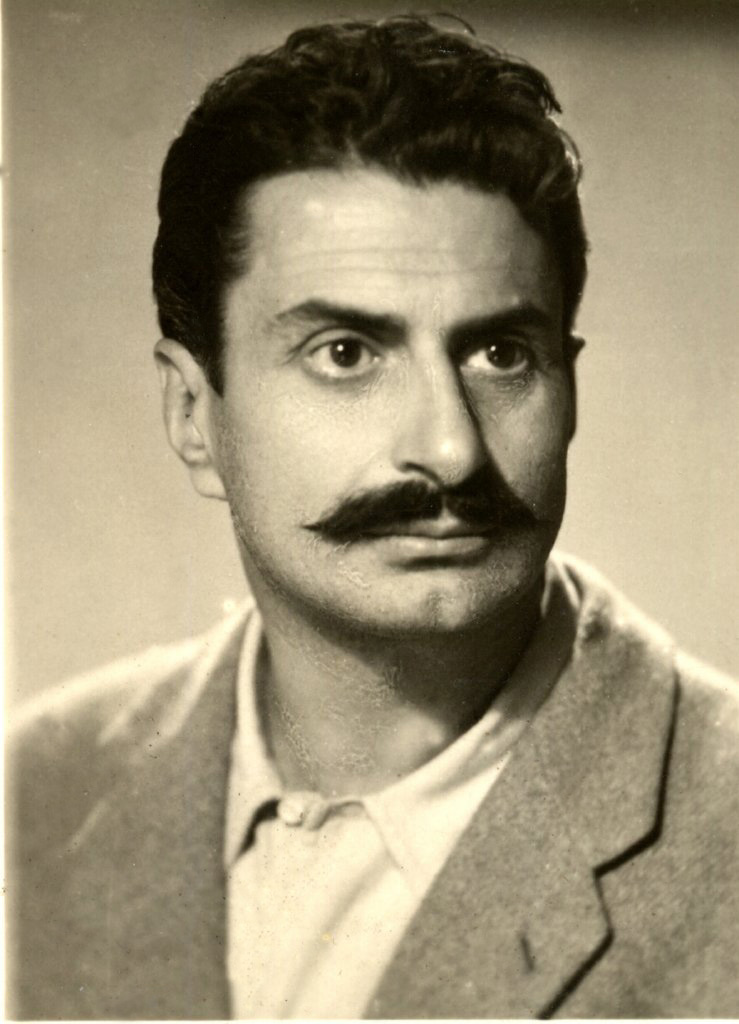
En 1945.

## Obras

### La saga de Don Camillo y Peppone
- Don Camillo, 1948 — Don Camilo, trad.: Fernando Anselmi; 1.ª edición española por la editorial Guillermo Kraft, Buenos Aires, 1952 (reediciones por Kraft y Planeta)
- Don Camillo e il suo gregge, 1953 — La vuelta de Don Camilo, trad.: Fernando Anselmi; Guillermo Kraft, Buenos Aires, 1953 (reediciones por Planeta)
- Il compagno Don Camillo, 1963 — El camarada Don Camilo, trad.: Domingo Pruna
- Don Camillo e i giovani d'oggi, 1969 — Don Camilo y los jóvenes de hoy, trad.: Domingo Pruna
- Gente così, cuentos, 1980 — Esa gente, trad.: Mina Pedros; Planeta
- Lo Spumarino pallido, cuentos, 1981 — El lechuguino pálido, trad.: Mina Pedros; Planeta
- Il decimo clandestino, cuentos, 1982 — El décimo clandestino, trad.: Mina Pedros; Planeta
- Noi del Bosccacio, cuentos, 1983 — Los del terruño, trad.: Mina Pedros; Planeta, 1984
- L'anno di Don Camillo, 1986 — El año de Don Camilo, trad.: Mina Pedros; Planeta
- Ciao Don Camillo, 1996

### Otras obras
- La scoperta di Milano, 1941
- Il destino si chiama Clotilde, 1943 — El destino se llama Clotilde, trad.: Claudio Matas Ros; G.P., Barcelo, 1953 (reediciones por Plaza & Janés)
- Il marito in collegio, 1944 — El marido colegial, trad.: María Beges; José Janés, Barcelona, 1952 / Un marido en el colegio, trad.: Lino Mestroni; Guillermo Kraft, Buenos Aires, 1952
- Favola di natale, 1945
- Diario clandestino. 1943-1945, 1946
- Italia provvisoria, 1947
- Lo zibaldino, 1948
- Corrierino delle famiglie, 1954
- Vita in famiglia, 1968 — Vida en familia, trad.: Vicente Villacampa, Plaza & Janés